# Per fortuna che ci sono io
| Recensione | Giudizio |
| ---------- | -------- |
| Rockol     | 7/10     |

Per fortuna che ci sono io è il decimo album in studio del cantautore italiano Bugo, pubblicato il 15 marzo 2024 per ADA Music Italy.

## Antefatti e descrizione
Prodotto da Bugo stesso, è stato scritto alla fine del 2021 e registrato nel corso del 2022 tra Brescia e Milano.

## Tracce
Testi e musiche di Bugo.
1. Per fortuna che ci sono io – 3:39
2. Bilancio di coppia – 4:40
3. Un bambino – 3:06
4. Carciofi – 3:41
5. Tito – 1:55
6. Finalmente io ti vedo sicura – 3:24
7. Rock and roll – 3:35
8. Salvo il tuo nome – 2:51
9. Scivola via – 4:15
10. Zeno – 1:42
11. Non lo so! – 2:30
12. Mica siamo ad Hollywood – 3:48

Durata totale: 39:06

## Crediti
- Bugo: voce, chitarra, basso, armonica, pianoforte, produzione
- Michele Marelli: batteria
- Stefano Doninelli: batteria
- Marco Montanari: chitarra
- Luca Manenti: basso
- Emiliano Bassi: mix e mastering
- Mehmet Gurkan: foto e progetto grafico